# Diócesis de Orleans
La diócesis de Orleans (en latín: Dioecesis Aurelianensis y en francés: Diocèse d'Orléans) es una circunscripción eclesiástica de la Iglesia católica en Francia. Se trata de una diócesis latina, sufragánea de la arquidiócesis de Tours. Desde el 27 de julio de 2010 su obispo es Jacques Blaquart.

## Territorio y organización

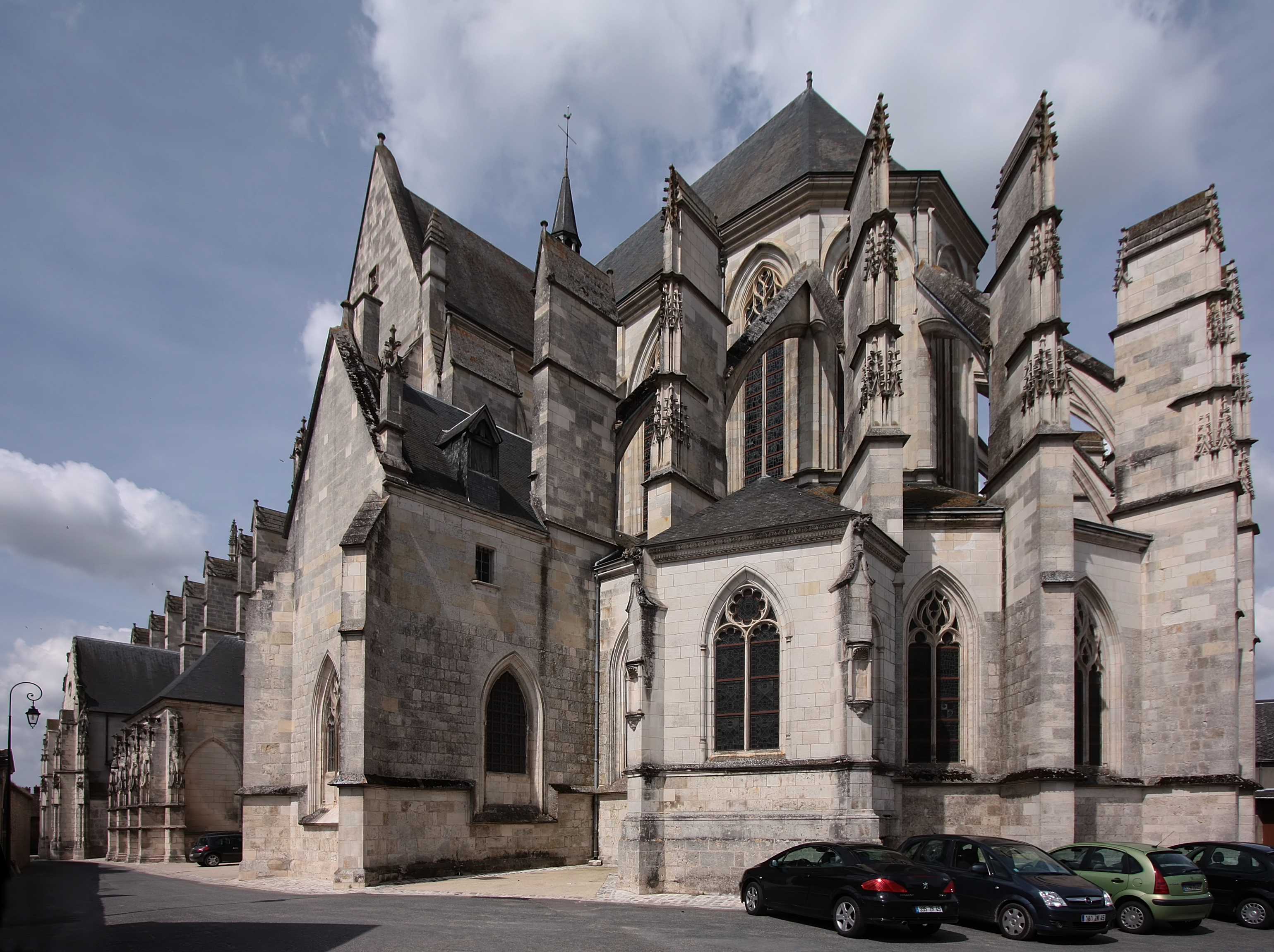
Basílica de Nuestra Señora, en Cléry-Saint-André

La diócesis tiene 6775 km² y extiende su jurisdicción sobre los fieles católicos de rito latino residentes en el departamento de Loiret de la región de Centro-Valle del Loira.

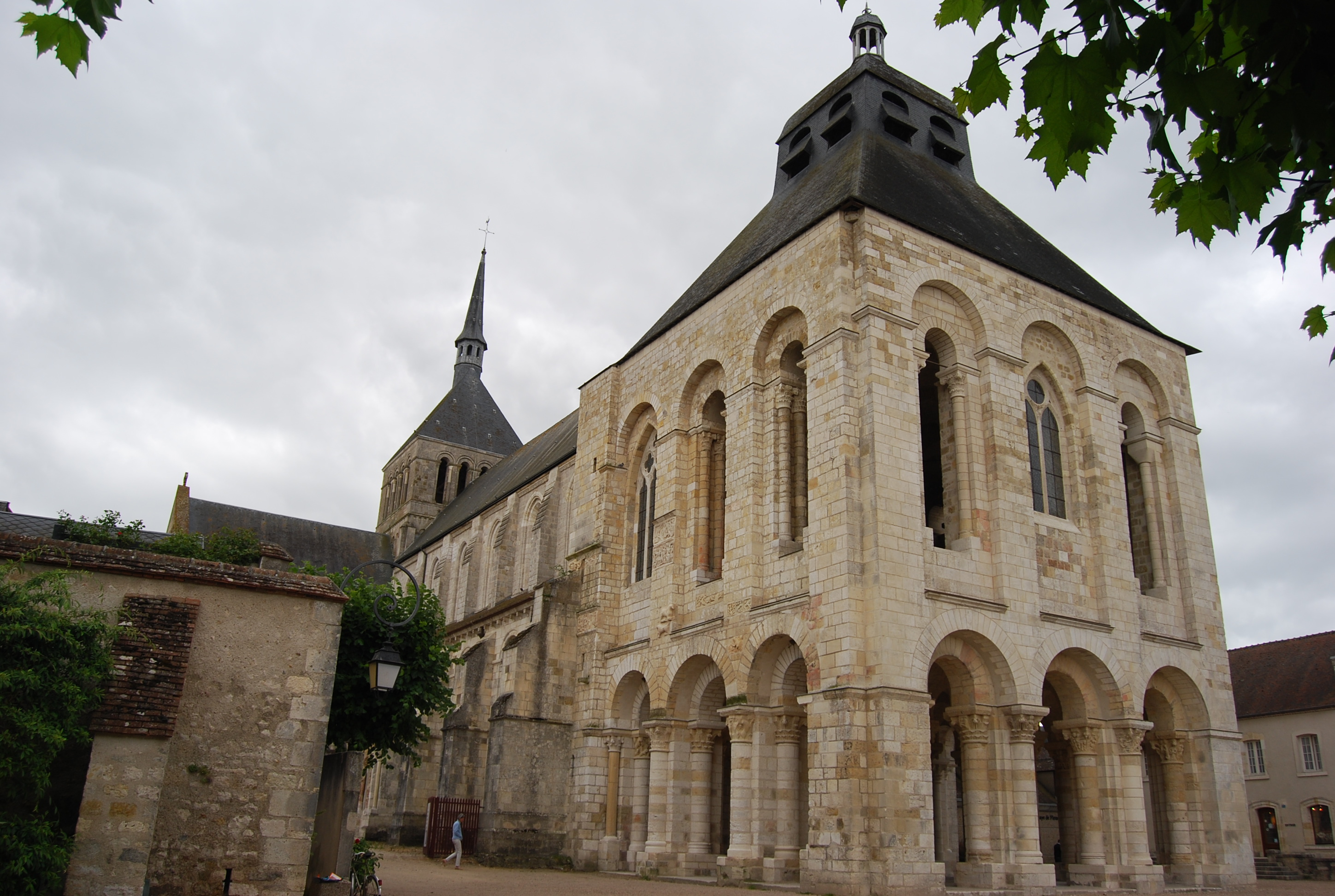
Iglesia abacial de San Benito, en Saint-Benoît-sur-Loire

La sede de la diócesis se encuentra en la ciudad de Orleans, en donde se halla la Catedral de la Santa Cruz. En Cléry-Saint-André se encuentra la basílica de Nuestra Señora y en Saint-Benoît-sur-Loire la iglesia abacial de San Benito.

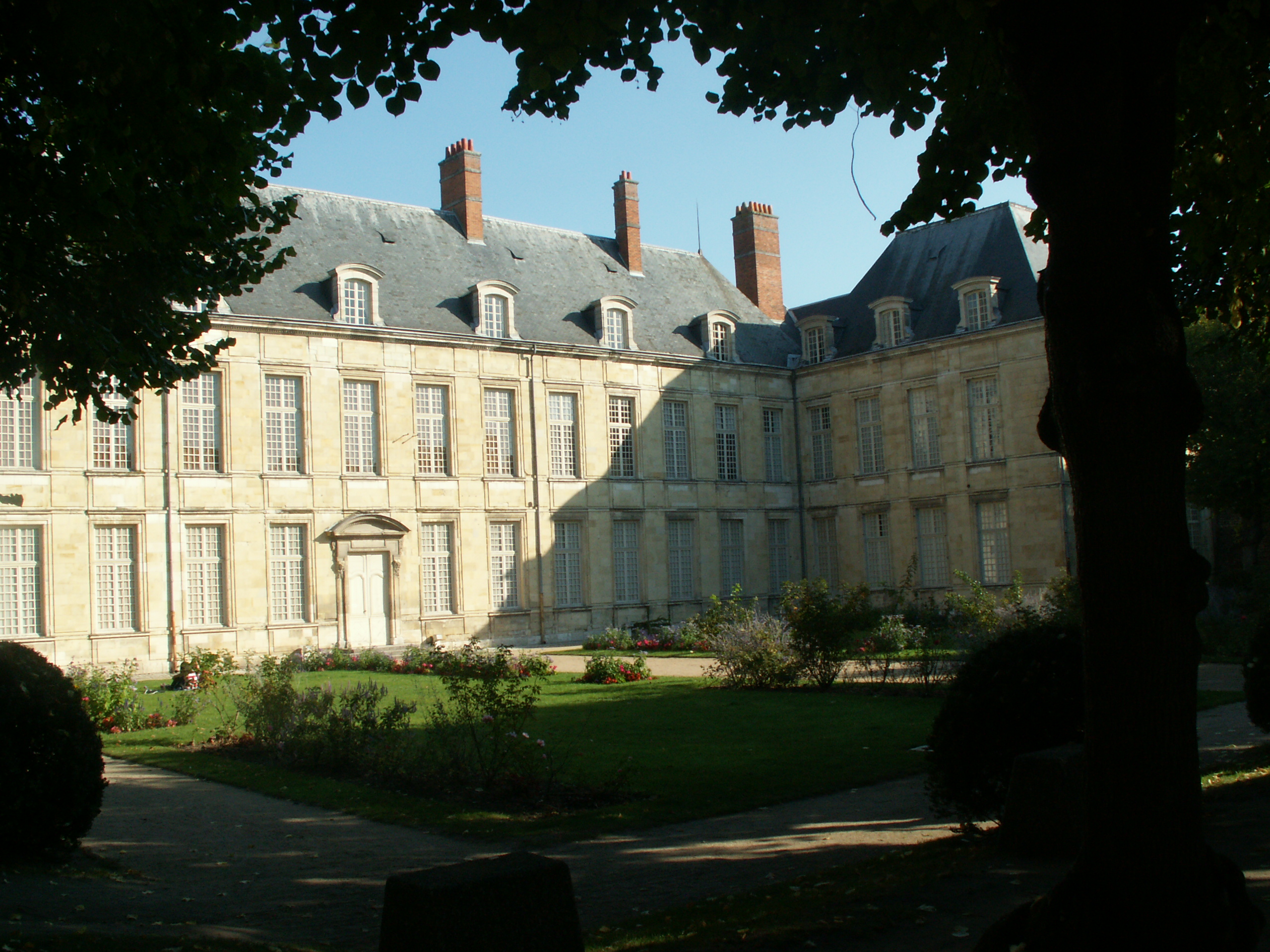
Antiguo palacio episcopal de Orleans, construido entre 1635 y 1641, fue sede de los obispos hasta 1905, cuando mediante desamortización pasó a ser propiedad del Estado

En 2022 en la diócesis existían 293 parroquias agrupadas en 20 decanatos y estos en 4 zonas pastorales: Orléans (8 decanatos), Beauce (3 decanatos), Gâtinais et du Giennois (5 decanatos) y Val de Loire et de Sologne (4 decanatos).

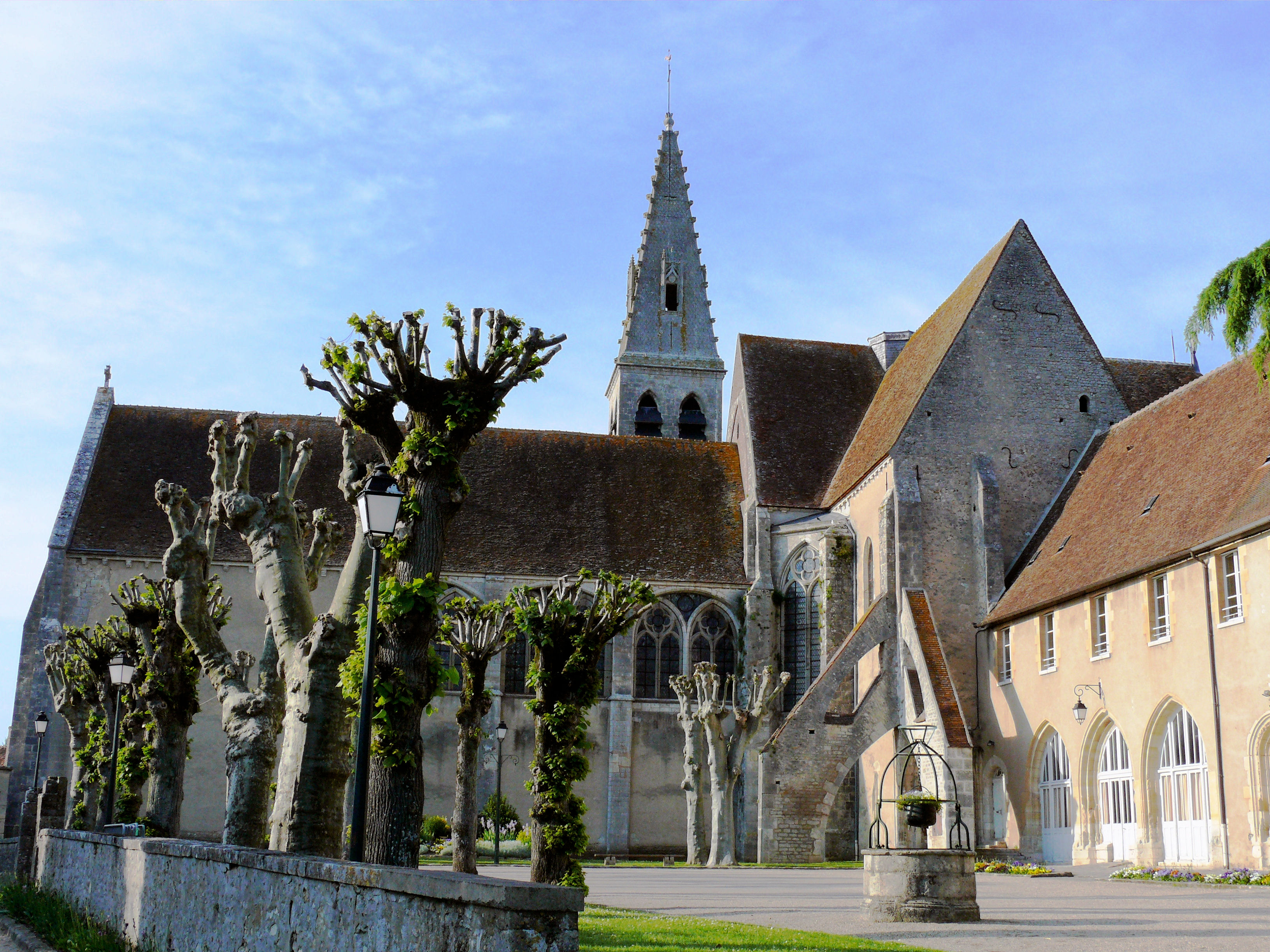
Iglesia abacial de Ferrières, que data del

Las principales peregrinaciones de la diócesis son: Nuestra Señora de Belén, en Ferrières; Nuestra Señora de los Milagros en la ciudad de Orleans, que data del siglo VII (Juana de Arco visitó el santuario el 8 de mayo de 1429); y Nuestra Señora de Cléry, que data del siglo XIII.

## Historia
La diócesis fue erigida en el siglo III. La tradición, sin embargo, posterior a la redacción del catálogo episcopal más antiguo, reconoce como evangelizador y protoobispo a san Attino, que llegó a Orleans en el siglo I y allí sufrió el martirio. El primer obispo históricamente documentado es Diklopetus, cuya firma se encuentra en el documento redactado en el año 346 con el que, en el pseudoconcilio de Colonia, un grupo de obispos hizo suya la decisión del Concilio de Sárdica a favor de san Atanasio.
Aurelianum, antigua Cenabum, capital del pueblo celta de los carnutes, fue una civitas de la Galia Lugdunense IV (o Senonia), como lo atestigua la Notitia Galliarum de principios del siglo V. Tanto desde el punto de vista religioso como civil, Orleans dependía de la provincia eclesiástica de la arquidiócesis de Sens, sede metropolitana provincial.
En la época merovingia, la ciudad fue sede de importantes concilios nacionales, celebrados en 511, 533, 538, 541, 549, 581, 621 y 634/645. Luego se celebraron otros concilios a partir del siglo XI.
A caballo entre el siglo VIII y el X, la diócesis estaba gobernada por el obispo Theodulf, un hombre muy culto e importante escritor eclesiástico. Es autor de un Rituale, un Penitentiale, un tratado sobre el bautismo, la confirmación y la Eucaristía, una edición de la Biblia y el himno Gloria, laus et honor.
En 1022 un grupo de canónigos disidentes negó el dogma de la Santísima Trinidad, la Encarnación de Jesús, la maternidad divina de María y rechazó todos los sacramentos. Los canónigos fueron arrestados por el duque de Normandía y el rey de Francia. Enfrentándose a una corte mixta de obispos y señores feudales, no quisieron renunciar a sus ideas y por eso fueron excomulgados, degradados y quemados vivos.
Alrededor del siglo XI la iglesia de la Santa Cruz se convirtió en catedral diocesana en sustitución de la primitiva catedral de San Esteban. Santa Cruz fue reconstruida en estilo gótico a partir de finales del siglo XIII. Destruida por los hugonotes, fue reconstruida en el siglo XVII.
Una figura destacada del siglo XV fue santa Juana de Arco, que encabezó el levantamiento de Orleans contra la dominación inglesa el 8 de mayo de 1429.
En el siglo XVI la diócesis no se libró de guerras religiosas: el cardenal Odet de Coligny, convertido al protestantismo, fue abad de algunos monasterios diocesanos. Natural de la diócesis fue también el general Gaspard de Châtillon, uno de los líderes de los hugonotes. Francisco I de Guisa fue asesinado cerca de Orleans y la ciudad misma fue objeto de discordia entre los católicos Guisa y los protestantes Condés. En 1567 los hugonotes destruyeron el monumento a Juana de Arco, que fue erigido de nuevo por los católicos en 1569, tras la reconquista de la ciudad.
El 20 de octubre de 1622 la diócesis pasó a formar parte de la provincia eclesiástica de la arquidiócesis de París.
El siglo XVIII estuvo marcado por la presencia de figuras carismáticas en la diócesis: en 1618 y 1619 san Francisco de Sales estuvo en Orleans; santa Juana Francisca Frémyot de Chantal fue superiora del convento de la Visitación en Orleans en 1627.
En 1693 el arzobispo Pierre-Armand du Cambout de Coislin publicó un Breviario para la arquidiócesis, derivado del cluniacense, en el que se ocupó de suprimir todas las antífonas y responsorios que no estuvieran tomados palabra por palabra de la Biblia.
En 1789 el territorio de la diócesis fue modificado para hacerlo coincidir con las fronteras administrativas del departamento de Loiret: en consecuencia, la diócesis cedió algunas porciones de su territorio a las diócesis de Blois y Chartres e incorporó otras que habían pertenecido a la diócesis de Blois, la arquidiócesis de Sens, la arquidiócesis de Bourges y la diócesis de Auxerre.
A raíz del concordato, mediante la bula Qui Christi Domini del papa Pío VII del 29 de noviembre de 1801, la diócesis se amplió incorporando la diócesis de Blois, que fue suprimida. Sin embargo, el 6 de octubre de 1822 se restableció la diócesis de Blois, con territorio obtenido de la de Orleans, mediante de la bula Paternae charitatis del papa Pío VII.
De 1849 a 1878 la diócesis estuvo gobernada por Félix Dupanloup, uno de los más eminentes hombres de cultura francesa de su tiempo, de tendencias galicanas y liberales. Fue uno de los opositores más audaces del dogma de la infalibilidad papal sancionado por el Concilio Vaticano I, al que luego obedeció. En 1874 también tuvo que aceptar la transición al rito romano de su diócesis, que siguió siendo la última en Francia en adoptar el rito galicano.
El 9 de octubre de 1966 se convirtió en sufragánea de la arquidiócesis de Bourges.
El 8 de diciembre de 2002, con la reorganización de los distritos eclesiásticos franceses, Orleans pasó a formar parte de la provincia eclesiástica de Tours.

## Estadísticas
Según el Anuario Pontificio 2022 la diócesis tenía a fines de 2021 un total de 447 840 fieles bautizados.
| Año                                                                             | Población            | Población | Población      | Sacerdotes | Sacerdotes    | Sacerdotes    | Bautizados por sacerdote | Diáconos permanentes | Religiosos | Religiosos | Parroquias |
| Año                                                                             | Bautizados católicos | Total     | % de católicos | Total      | Clero secular | Clero regular | Bautizados por sacerdote | Diáconos permanentes | Varones    | Mujeres    | Parroquias |
| ------------------------------------------------------------------------------- | -------------------- | --------- | -------------- | ---------- | ------------- | ------------- | ------------------------ | -------------------- | ---------- | ---------- | ---------- |
| 1950                                                                            | 300 000              | 346 918   | 86.5           | 432        | 396           | 36            | 694                      |                      | 62         | 830        | 338        |
| 1970                                                                            | 395 500              | 430 500   | 91.9           | 359        | 320           | 39            | 1101                     |                      | 63         | 694        | 310        |
| 1980                                                                            | 455 000              | 495 000   | 91.9           | 304        | 260           | 44            | 1496                     | 5                    | 78         | 460        | 293        |
| 1990                                                                            | 472 000              | 566 000   | 83.4           | 232        | 198           | 34            | 2034                     | 16                   | 66         | 339        | 294        |
| 1999                                                                            | 448 200              | 623 600   | 71.9           | 195        | 159           | 36            | 2298                     | 24                   | 63         | 231        | 294        |
| 2000                                                                            | 448 200              | 617 176   | 72.6           | 192        | 158           | 34            | 2334                     | 26                   | 63         | 233        | 294        |
| 2001                                                                            | 448 200              | 618 126   | 72.5           | 189        | 155           | 34            | 2371                     | 30                   | 64         | 237        | 294        |
| 2002                                                                            | 448 200              | 618 126   | 72.5           | 187        | 153           | 34            | 2396                     | 29                   | 64         | 209        | 294        |
| 2003                                                                            | 448 200              | 632 557   | 70.9           | 183        | 153           | 30            | 2449                     | 30                   | 53         | 223        | 294        |
| 2004                                                                            | 448 200              | 632 557   | 70.9           | 176        | 146           | 30            | 2546                     | 31                   | 51         | 227        | 294        |
| 2013                                                                            | 445 000              | 656 000   | 67.8           | 135        | 101           | 34            | 3296                     | 40                   | 59         | 139        | 294        |
| 2016                                                                            | 446 769              | 681 086   | 65.6           | 133        | 96            | 37            | 3359                     | 39                   | 59         | 128        | 294        |
| 2019                                                                            | 450 400              | 682 719   | 66.0           | 113        | 78            | 35            | 3985                     | 39                   | 60         | 116        | 294        |
| 2021                                                                            | 447 840              | 678 845   | 66.0           | 104        | 76            | 28            | 4306                     | 30                   | 49         | 114        | 278        |
| Fuente: Catholic-Hierarchy, que a su vez toma los datos del Anuario Pontificio. |                      |           |                |            |               |               |                          |                      |            |            |            |

## Episcopologio
El catálogo episcopal más antiguo de Orleans está contenido en un manuscrito del monasterio de Saint-Aubin en Angers y llega de primera mano al obispo Renier de Flandre, es decir, hacia finales del siglo XI , y representa la tradición tal como existía en Orleans en este período.
- Diclopeto † (mencionado en 346)
- Alito (o Alezio) †
- Desiniano †
- San Evurzio † (mencionado en 374)[nota 2]
- San Aniano † (mencionado en 451)[nota 3]
- Magno †
- Febato †
- Graziano †
- San Monitore †
- San Prospero †[nota 4]
- San Floscolo †
- Dagone †
- Eusebio † (mencionado en 511)
- Leonzio † (mencionado en 533)
- Antonino † (mencionado en 538)
- Marco † (antes de 541-después de 549)
- Treclato †
- Baudaco †
- Ricomero † (mencionado en 573)
- Namazio † (antes de 581-587 falleció)
- Austrino † (circa 587-después de 604)
- Leodegisilo † (mencionado en 614)[nota 5]
- Audone † (antes de 650-después de 667)
- Vaudo (o Gaudo) †
- Sigoberto † (mencionado en 683)
- Suavarico † (antes de 693-después de 697)[nota 6]
- Dalfino †
- Adalmaro †
- Leodeberto †
- Leodegario †
- San Eucherio † (no antes de 719-20 de febrero de 738 falleció)[nota 7]
- Bertino †
- Audulfo †
- Nadavilio †
- Deotimio †[nota 8]
- Teodulfo † (antes de 798[nota 9]-abril de 818 depuesto[nota 10])
- Giona † (circa julio de 818-843 falleció)
- Agio † (843-después de noviembre de 867)
- Gualtiero † (antes de abril de 869-después de 891)
- Troanno †
- Bernone † (mencionado en 900)
- Anselmo † (antes de 912-después de enero de 938)
- Teodorico I †[nota 11]
- Ermenteo † (antes de 956-972 renunció)
- Arnulfo I † (972-circa 979)
- Manasse I † (mencionado en 980)[nota 12]
- Arnulfo II † (antes de 987-diciembre de 1003 falleció)
- Foulque I † (antes de 1008-después de 1012)
- San Teodorico II † (circa 1016 consagrado-1021 renunció)
- Odolric (Odry) de Broyes † (1021-circa 1033 o 1035 falleció)
- Isembart de Broyes † (circa 1035 por sucesión-24 de septiembre de 1062 o 1063 falleció)
- Hadery de Broyes † (1063-después de agosto de 1067 depuesto)[nota 13]
- Renier de Flandre † (antes de 1070-después de 1082)
- Arnoul III † (mencionado en 1083)
- Jean I † (antes de 1089-1096 falleció)
- Sanction † (1096-1096 depuesto)
- Jean II "Flora" † (28 de diciembre de 1096-4 de mayo de 1135 o 1136 falleció)
- Elie † (15 de abril de 1137 consagrado-1146 renunció)
- Manassès de Garlande † (1146-circa 1185 falleció)
- Henri de Dreux † (1186-25 de abril de 1198 falleció)
- Hugues de Garlande † (1198-4 de mayo de 1206 falleció)
- Manassé de Seignelay † (1207-28 de septiembre de 1221 falleció)
- Philippe de Jouy † (diciembre de 1221-mayo de 1234 falleció)
- San Philippe Berruyer † (1234-10 de marzo de 1236 nombrado arzobispo de Bourges)
- Guillaume de Bucy (Bussy) † (17 de junio de 1238-23 de agosto de 1258 falleció)
- Roberto di Courtenay † (1258-1 de agosto de 1279 falleció)
- Gilles Pastai † (9 de junio de 1282-1 de septiembre de 1288 falleció)
- Pierre de Mornay † (diciembre de 1288-4 de febrero de 1296 nombrado obispo de Auxerre)
- Frédéric (Ferry) de Lorraine † (14 de febrero de 1296-12 de junio de 1299 falleció)
- Berthaud de Saint-Denis † (23 de diciembre de 1299-1 de agosto de 1307 falleció)
- Raoul Grosparmi † (enero de 1308-18 de septiembre de 1311 falleció)
- Milon de Chailly † (17 de enero de 1312-15 de marzo de 1321 falleció)
- Beato Roger Le Fort † (3 de abril de 1321-7 de enero de 1328 nombrado obispo de Limoges)
- Jean de Conflans, O.S.B. † (23 de diciembre de 1327-abril de 1349 renunció)
- Philippe de Conflans, O.S.B. † (27 de abril de 1349-7 de agosto de 1349 falleció)
- Jean de Montmorency † (5 de octubre de 1349-4 de noviembre de 1363 falleció)
- Hugues Faydit † (24 de noviembre de 1363-6 de junio de 1371 nombrado obispo de Arrás)
- Jean Nicot † (6 de junio de 1371-10 de marzo de 1383 falleció)
- Foulques de Chanac, O.S.B. † (13 de marzo de 1383-1 de marzo de 1394 falleció)
- Guy de Prunelé † (13 de junio de 1394-1426 falleció)
- Jean de Saint-Michel † (8 de abril de 1426-1435 falleció)
  - Guillaume Charrier † (21 de julio de 1438-9 de enero de 1439 nombrado obispo de Agda) (obispo electo)
  - Renault de Chartres † (9 de enero de 1439-4 de abril de 1444 falleció) (administrador apostólico)
- Jean du Gué † (20 de abril de 1444-7 de octubre de 1447 falleció)
- Pierre Bureau † (20 de noviembre de 1447-10 de diciembre de 1451 nombrado obispo de Béziers)
- Jean † (10 de diciembre de 1451-circa 1452 falleció)
- Thibaud d'Assigny † (5 de mayo de 1452-24 de septiembre de 1473 falleció)
- François de Brillac † (3 de noviembre de 1473-22 de diciembre de 1504 nombrado arzobispo de Aix)
- Christophe de Brillac † (22 de diciembre de 1504-4 de febrero de 1514 nombrado arzobispo de Tours)
- Germain de Ganay † (3 de julio de 1514-8 de marzo de 1520 falleció)
- Jean d'Orleans-Longueville † (26 de junio de 1521-24 de septiembre de 1533 falleció)
- Antoine Sanguin de Meudon (6 de noviembre de 1533-20 de octubre de 1550 nombrado administrador apostólico de Toulouse)
- François de Faucon † (20 de octubre de 1550-12 de octubre de 1551 nombrado obispo de Mâcon)
- Pierre Duchâtel † (12 de octubre de 1551-3 de febrero de 1552 falleció)
- Jean de Morvillier † (27 de abril de 1552-1564 renunció)
- Mathurin de La Saussaye † (6 de septiembre de 1564-9 de febrero de 1584 falleció)
- Denis Hurault de Cheverny † (9 de febrero de 1584 por sucesión-1586 renunció)
- Germain Vaillant de Guelis † (27 de octubre de 1586-15 de septiembre de 1587 falleció)
- Jean de L'Aubespine † (16 de marzo de 1588-23 de febrero de 1596 falleció)
  - Sede vacante (1596-1604)
- Gabriel de L'Aubespine † (15 de marzo de 1604-15 de agosto de 1630 falleció)
- Nicolas de Nertz (Netz) † (27 de enero de 1631-20 de enero de 1646 falleció)
- Alphonse d'Elbène † (21 de enero de 1647-20 de mayo de 1665 falleció)
- Pierre-Armand du Cambout de Coislin † (29 de marzo de 1666-5 de febrero de 1706 falleció)
- Louis-Gaston Fleuriau d'Armenonville † (15 de noviembre de 1706-9 de junio de 1733 falleció)
- Nicolas-Joseph de Paris † (9 de junio de 1733 por sucesión-10 de enero de 1754 renunció)
- Louis-Joseph de Montmorency-Laval † (14 de enero de 1754-28 de febrero de 1758 renunció)[nota 14]
- Louis-Sextius de Jarente de La Bruyère † (13 de marzo de 1758-28 de mayo de 1788 falleció)
- Louis-François-Alexandre de Jarente de Senas d'Orgeval † (28 de mayo de 1788 por sucesión-1791 depuesto)[nota 15]
  - Sede vacante (1791-1802)
- Etienne-Alexandre-Jean-Baptiste-Marie Bernier † (10 de abril de 1802-1 de octubre de 1806 falleció)
- Claude-Louis Rousseau † (3 de agosto de 1807-7 de octubre de 1810 falleció)
  - Sede vacante (1810-1819)
- Pierre-Marin Rouph de Varicourt † (23 de agosto de 1819-9 de diciembre de 1822 falleció)
- Jean Brumault de Beauregard † (10 de marzo de 1823-22 de enero de 1839 renunció)
- François-Nicholas-Madeleine Morlot † (8 de julio de 1839-27 de enero de 1843 nombrado arzobispo de Tours)
- Jean-Jacques Fayet † (27 de enero de 1843-4 de abril de 1849 falleció)
- Félix-Antoine-Philibert Dupanloup † (28 de septiembre de 1849-11 de octubre de 1878 falleció)
- Pierre-Hector Coullié † (11 de octubre de 1878 por sucesión-15 de junio de 1893 nombrado arzobispo de Lyon)
- Stanislas-Arthur-Xavier Touchet † (18 de mayo de 1894-23 de septiembre de 1926 falleció)
- Jules-Marie-Victor Courcoux † (20 de diciembre de 1926-28 de marzo de 1951 falleció)
- Robert Picard de la Vacquerie † (27 de agosto de 1951-23 de mayo de 1963 renunció[nota 16])
- Guy-Marie-Joseph Riobé † (23 de mayo de 1963 por sucesión-18 de julio de 1978 falleció)
- Jean-Marie Lustiger † (10 de noviembre de 1979-31 de enero de 1981 nombrado arzobispo de París)
- René Lucien Picandet † (13 de junio de 1981-20 de octubre de 1997 falleció)
- Gérard Antoine Daucourt (2 de julio de 1998-18 de junio de 2002 nombrado obispo de Nanterre)
- André Louis Fort (28 de noviembre de 2002-27 de julio de 2010 retirado)
- Jacques Blaquart, desde el 27 de julio de 2010